# Falkasjön
Falkasjön is een meer in de Zweedse provincie Örebro län. Het ligt ten noorden van Garphyttan in de gemeente Örebro. Falkasjön ligt op 203,6 meter boven zeeniveau op de oostelijke rand van het lage gebergte Kilsbergen. Het meer is 0,223 km² groot en is nergens dieper dan 14 meter. Door het meer stroomt de beek Garphytteån, die deel uitmaakt van het stroomgebied van de Norrström. Verder wordt het gevoed vanuit de omliggende meren, zoals Södra Ånnabosjön en Björktjärnen. Het natuurreservaat van Ånnaboda beschermt het meer en zijn oevers. Lokaal is het een populair wandelgebied.

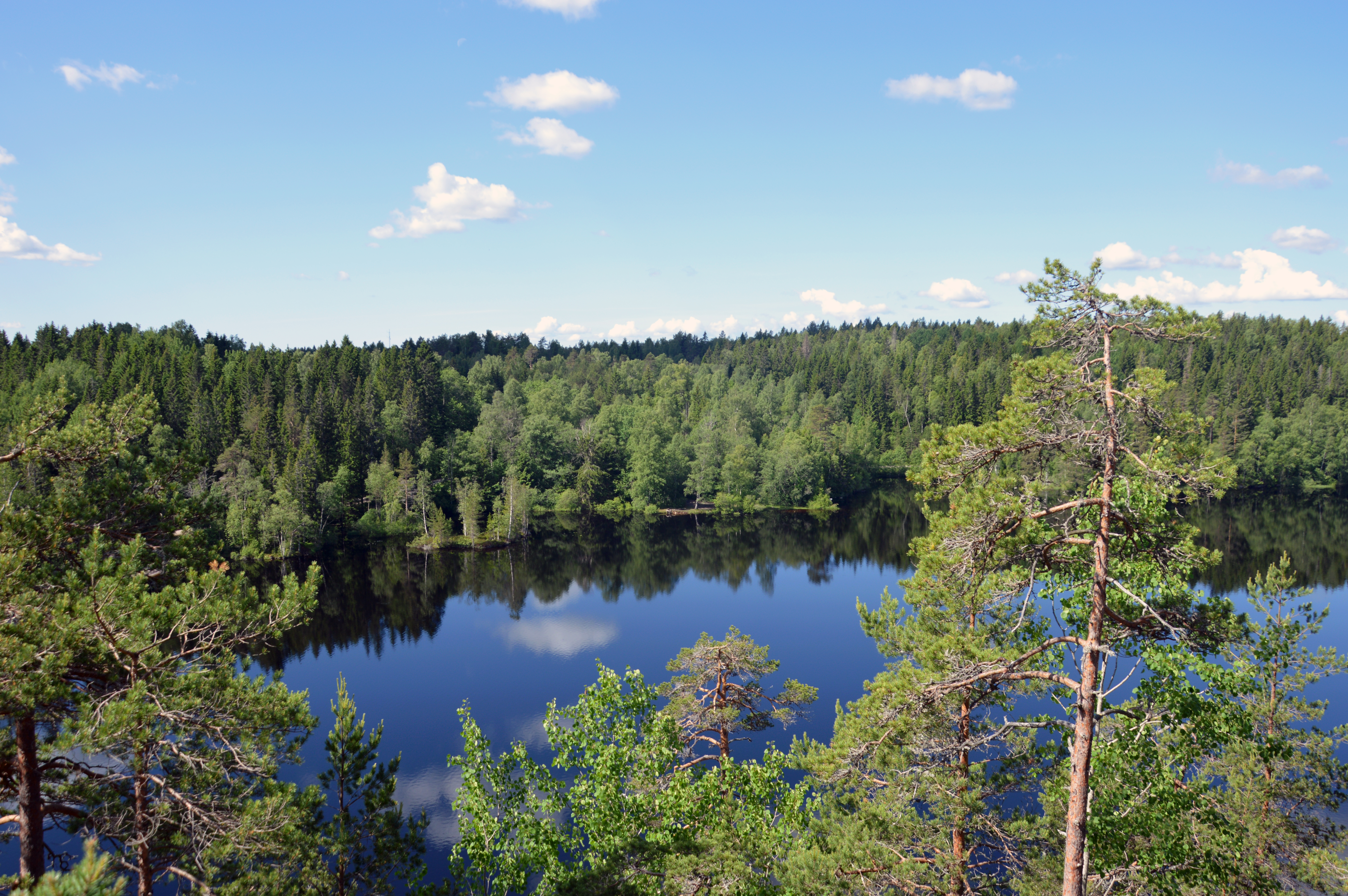
Zicht vanaf de heuvel Falkaberget
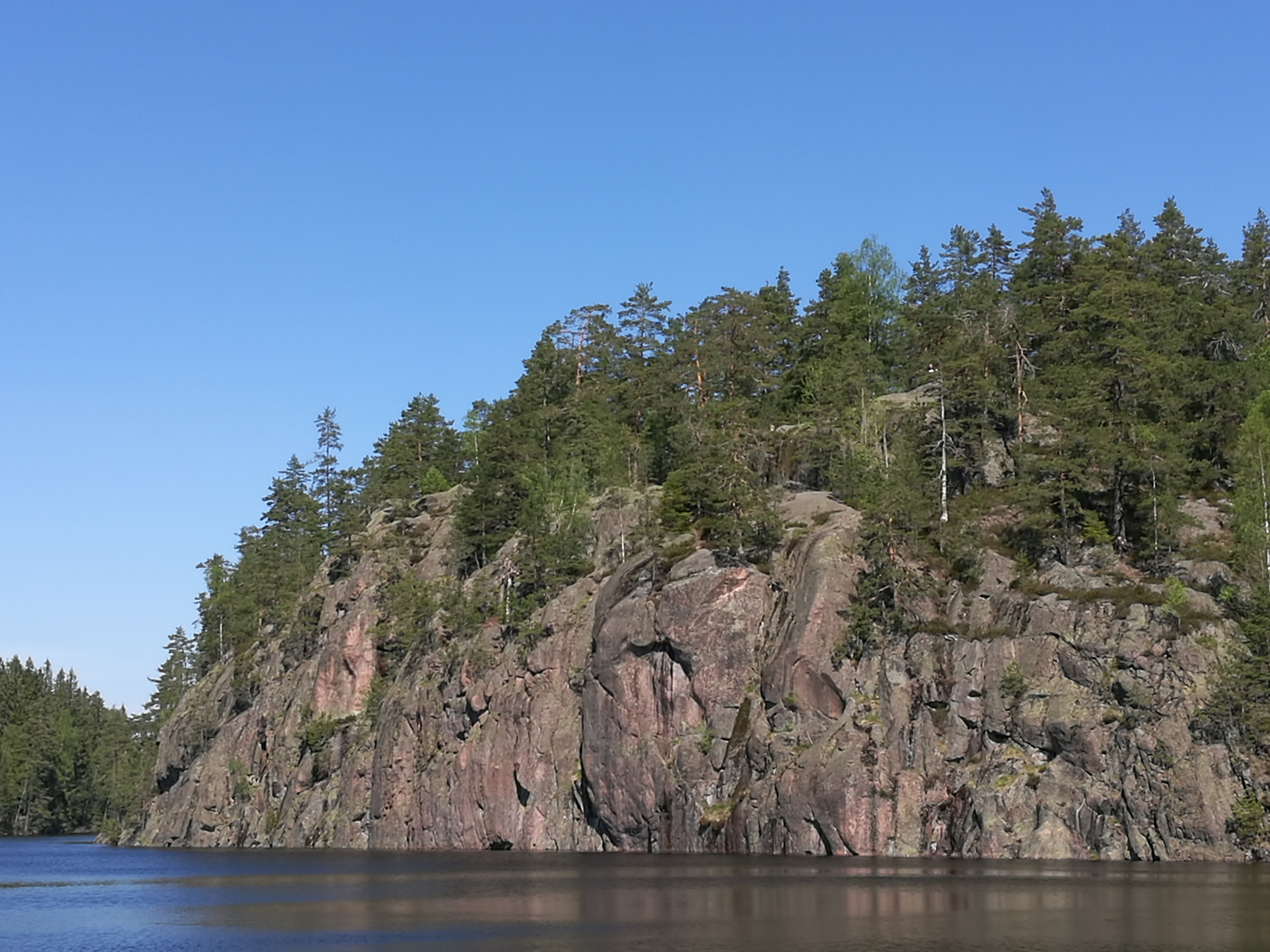
Zicht op Falkaberget